# Ачадово
Ачадово (мокш. Оцяду) — село в Зубово-Полянском районе Мордовии. Административный центр Ачадовского сельского поселения.

## География
Расположено в 24 км от районного центра и железнодорожной станции Зубова Поляна.

## Этимология
Название-антропоним: по имени первого поселенца мордвина Оцяда.

## Население
| 2002 | 2010 |
| ---- | ---- |
| 786  | ↘666 |

## История
Основано в 16 в. Упоминается в «Книге письма и дозору Ивана Усова да Ильи Дубровского 1614 году». 11 декабря 1670 г. возле Ачадова разинский отряд под предводительством Михаила Харитонова был разбит царскими войсками воеводы Якова Хитрово. В «Списке населённых мест Тамбовской губернии» (1866) Ачадово — село казённое из 124 дворов. По сведениям 1882 г., в Ачадове было 246 дворов (1 673 чел.), 2 каменные церкви, земское училище, маслобойка, трактир, лавка; весной проводилась ярмарка, еженедельно работал базар; были развиты экипажный и бондарный промыслы, село славилось кузнецами, мастерами-краснодеревщиками. В 1928 г. Ачадовская волость была преобразована в район (до 1934 г.). В 1929 г. здесь были отмечены стихийные волнения крестьян (см. «Ачадовское дело»). В 1930 г. был образован колхоз «Заря», с 1996 г. — зерновой и мясо-молочный СХПК «Ачадовский».

## Инфраструктура
В современной инфраструктуре села — средняя школа, участковая больница, Дом культуры, отделения связи и сбербанка, аптека, АТС, магазины; памятники архитектуры 19 в. — Христорождественская (1820) и Покровская (1897) церкви. Археологические памятники — могильник (12—15 вв.) и селище (17—18 вв.).